# Toujours au-delà
Pour plus de détails, voir Fiche technique et Distribution.
Toujours au-delà (titre original : Wartezimmer zum Jenseits) est un film allemand réalisé par Alfred Vohrer sorti en 1964.
Il s'agit d'une adaptation du roman Mission To Siena de James Hadley Chase.

## Synopsis
Le riche Sir Cyrus Bradley est victime d'un chantage du syndicat du crime « La Tortue ». Alsconi, le chef, dans un fauteuil roulant, qui vit dans un manoir richement meublé à Trieste, ordonne à sa maîtresse Laura Lorelli et à son confident Crantor de s'occuper du meurtre de Bradley s'il ne paie pas. À Londres, ils engagent le lanceur de couteau Shapiro, qui tue Bradley. Alors que Crantor doit aussi éliminer Don Micklem, l'héritier de Bradley, un jeune étudiant, Laura l'avertit par téléphone, si bien que l'attaque échoue. Alsconi lui dit qu'il serait stupide d'éliminer Don, qu'il est l'héritier après tout. Alsconi voudrait plutôt essayer d'obtenir de lui ce que Bradley lui a refusé. Peu de temps après, Don n'est pas entièrement entre les mains d'Alsconi. Le patron dit au jeune homme que Laura lui a sauvé la vie pour la deuxième fois. Alsconi vient rapidement au point qu'il ne libérera Don que contre une rançon de 500 000 DM. Le jeune étudiant, cependant, lui fait clairement comprendre qu'il serait probablement tué de toute façon, alors plutôt sans rançon.
Laura remet une lettre à l'ami de Don et fait confiance à Harry Mason qui a la demande de rançon et s'adresse à la tante de Don. Il dot s'assurer que la police n'interviendra pas. Mason reste soupçonneux, après quoi Laura lui assure qu'elle présente personnellement Don libéré après avoir remis l'argent.
Connaissant la trahison de Laura et les membres des gangs, Alsconi s'assure qu'elle et Don se retrouvent dans une pièce sans fenêtre dont le plafond descend lentement, menaçant d'écraser. Cela conduit à des circonstances dramatiques dans lesquelles les deux jeunes personnes vont mourir avec des gangsters emprisonnés. Au tout dernier moment, Don parvient à déjouer l'électronique.
Pendant ce temps, Mason est arrivé à la villa où Alsconi vient de s'enfuir avec l'aide de Crantor. À l'embarcadère, Mason et Crantor se font face comme dans un duel, à ce moment Crantor pousse dans l'eau Alsconi dans son fauteuil roulant. Don et Laura, maintenant libérés par l'aide de Mason, arrivent à l'embarcadère où Don tire sur Crantor en légitime défense. Entre-temps, Laura est montée à bord du navire chargé d'or et demande à Don de venir et de défaire les amarres. Il se conforme à sa demande avec un sourire sur son visage.

## Fiche technique
- Titre : Toujours au-delà
- Titre original : Wartezimmer zum Jenseits
- Réalisation : Alfred Vohrer assisté d'Eva Ebner (de)
- Scénario : Eberhard Keindorff, Johanna Sibelius
- Musique : Martin Böttcher
- Direction artistique : Mathias Matthies (de), Ellen Schmidt (de)
- Costumes : Irms Pauli
- Photographie : Bruno Mondi
- Son : Werner Schlagge
- Montage : Hermann Haller
- Production : Horst Wendlandt
- Sociétés de production : Rialto Film
- Société de distribution : Constantin Film
- Pays d'origine :  Allemagne de l'Ouest
- Langue : allemand
- Format : Noir et blanc - 2,35:1 - Mono - 35 mm
- Genre : Thriller
- Durée : 90 minutes
- Dates de sortie :
  -  Allemagne de l'Ouest : 23 avril 1964.
  -  Autriche : 23 avril 1964.
  -  Danemark : 18 juin 1965.

## Distribution
- Hildegard Knef : Laura Lorelli
- Götz George : Donald Micklem
- Richard Münch : Mario di Alsconi
- Heinz Reincke : Inspecteur Dickes
- Carl Lange : Crantor
- Pinkas Braun : Felix
- Klaus Kinski : Shapiro
- Hans Clarin : Harry Mason
- Adelheid Seeck : Lady Helen Bradley
- Hans Paetsch (de) : Sir Cyrus Bradley
- Jan Hendriks : Carlos
- Joachim Rake (de) : Dixon, le majordome

## Source de la traduction
- (de) Cet article est partiellement ou en totalité issu de l’article de Wikipédia en allemand intitulé « Wartezimmer zum Jenseits » (voir la liste des auteurs).